# St.Galler Kantonalbank
St.Galler Kantonalbank (SGKN) — банк швейцарского кантона Санкт-Галлен, входит в систему кантональных банков. Банк был основан в 1868 году.
По объёму активов SGKN в 2022 году занимал 14-е место среди банков Швейцарии и 5-е место среди кантональных банков страны. В списке крупнейших публичных компаний мира Forbes Global 2000 за 2023 год St.Galler Kantonalbank занял 1974-е место.
50,99 % акций банка принадлежит правительству кантона Санкт-Галлен, остальные акции обращаются на Швейцарской бирже.

## История
Банк был основан в 1868 году. В 2002 году был куплен цюрихский банк Hyposwiss Privatbank. В 2009 году был создан дочерний банк в Мюнхене. В 2014 году был поглощён Vadian Bank (Санкт-Галлен), а в 2017 году — M.M. Warburg Bank (Schweiz) AG (Цюрих).
В октябре 2015 года банк заплатил 9,5 млн долларов Министерству юстиции США за прекращение расследования в отношении открытия счетов для сокрытия доходов граждан США от налогообложения. По состоянию на 2009 год в банке было 626 счетов граждан США на общую сумму $303 млн.

## Деятельность
Банк специализируется в основном на обслуживании частных клиентов и малого бизнеса. Предлагает банковские счета, инвестиционные продукты, инвестиционные консультации, кредиты, кредитные карты, управление активами. Сеть банка насчитывает 38 отделений в кантоне Санкт-Галлен, а также отделения Hyposwiss Privatbank в Цюрихе и Женеве и дочерний банк в Германии St.Galler Kantonalbank Deutschland. Правительство кантона Санкт-Галлен является гарантом вкладов в банк.